# Lijst van kunstwerken in het Mauritshuis/Anoniem
Lijst van kunstwerken in het Mauritshuis met werken van anonieme kunstenaars in het Mauritshuis en de Galerij Prins Willem V in Den Haag. Vermeldingen in het grijs geven aan dat het werk geen deel meer uitmaakt van de collectie, bijvoorbeeld omdat het in bruikleen gegeven is aan een andere instelling of omdat het teruggegeven is aan de bruikleengever.
| Inventaris-nummer | Maker                                                  | Titel | Datering                 | Type          | Afbeelding |
| ----------------- | ------------------------------------------------------ | --- | ------------------------ | ------------- | ---------- |
| 244               | Anoniem, Paul Vredeman de Vries en Frans Francken (II) | Bal aan een Brussels hof | Ca. 1610                 | Schilderij    |            |
| 1206              | Anoniem                                                | Roodfluwelen brieventas, behorend aan Thomas Hees                                                                                     | 1676                     | Tas           |            |
| 1207              | Anoniem                                                | Schildpadden kam, behorend aan Thomas Hees                                                                                            | Ca. 1676                 | Kam           |            |
| 1165              | Anoniem                                                | Verrekijker | Ca. 1780                 | Instrument    |            |
| 1164              | Anoniem                                                | Tegelkachel | Ca. 1835-1840            | Kachel        |            |
| 1209              | Anoniem                                                | Getuigd model van een midzwaardjacht                                                                                                  | Ca. 1870                 | Scheepsmodel  |            |
| 1153              | Anoniem                                                | De Trapzaal van het Mauritshuis | Ca. 1949                 | Tekening      |            |
| 897               | Anoniem (Duitsland)                                    | De geboorte van Maria | Ca. 1520                 | Schilderij    |            |
| 1185              | Anoniem (Duitsland)                                    | Wandconsole | Ca. 1750                 | Meubelstuk    |            |
| 432               | Anoniem (Frankrijk)                                    | Portret van de broers Gaspard, Odet en François de Châtillon-Coligny                                                                  | Voor 1579                | Schilderij    |            |
| 1174              | Anoniem (Frankrijk)                                    | Lage fauteuil | Ca. 1750                 | Meubelstuk    |            |
| 1175              | Anoniem (Frankrijk)                                    | Lage fauteuil | Ca. 1750                 | Meubelstuk    |            |
| 374               | Anoniem (Frankrijk)                                    | Buste van Pierre Lyonet | Ca. 1750-1800            | Beeldhouwwerk |            |
| 349               | Anoniem (Italië)                                       | Vrouwelijke figuur | Ca. 1500-1550            | Schilderij    |            |
| 351               | Anoniem (Italië)                                       | De aanbidding der herders | 1500-1600                | Schilderij    |            |
| 327               | Anoniem (Italië)                                       | Portret van een man | 1500-1821                | Schilderij    |            |
| 811               | Anoniem (Italië)                                       | Portret van een man | Ca. 1550-1600            | Schilderij    |            |
| 341               | Anoniem (Italië)                                       | De dood van Abel | 1600-1700                | Schilderij    |            |
| 355               | Anoniem (Italië)                                       | De heilige Johannes de Evangelist | 1600-1700                | Schilderij    |            |
| 290               | Anoniem (Italië)                                       | Veldslag | Ca. 1600-1700            | Schilderij    |            |
| 330               | Anoniem (Italië)                                       | Landschap met de boetvaardige Maria Magdalena Zie Landschappen met de boetvaardige Maria Magdalena en de heilige Paulus van Thebe     | 1700-1800                | Schilderij    |            |
| 331               | Anoniem (Italië)                                       | Landschap met de heilige Paulus van Thebe Zie Landschappen met de boetvaardige Maria Magdalena en de heilige Paulus van Thebe         | 1700-1800                | Schilderij    |            |
| 831               | Anoniem (Noordelijke Nederlanden)                      | Portret van Lysbeth van Duvenvoorde                                                                                                   | Ca. 1430                 | Miniatuur     |            |
| 448               | Anoniem (Noordelijke Nederlanden)                      | Portret van François de Virieu Zie Portretten van François de Virieu en Françoise de Witte                                            | Ca. 1580-1590            | Schilderij    |            |
| 449               | Anoniem (Noordelijke Nederlanden)                      | Portret van Françoise de Witte Zie Portretten van François de Virieu en Françoise de Witte                                            | Ca. 1580-1590            | Schilderij    |            |
| 1172              | Anoniem (Noordelijke Nederlanden)                      | Balpoottafel | 1600-1700 (gedeeltelijk) | Meubelstuk    |            |
| 1173              | Anoniem (Noordelijke Nederlanden)                      | Balpoottafel | 1600-1700 (gedeeltelijk) | Meubelstuk    |            |
| 105               | Anoniem (Noordelijke Nederlanden)                      | Portret van Jacobus I van Engeland | 1614                     | Schilderij    |            |
| 1184              | Anoniem (Noordelijke Nederlanden)                      | Documentankistje | Ca. 1620-1630            | Meubelstuk    |            |
| 1195              | Anoniem (Noordelijke Nederlanden)                      | Zestienarmige kaarsenkroon | Ca. 1625-1650            | Kroonluchter  |            |
| 1194              | Anoniem (Noordelijke Nederlanden)                      | Betaaltafel | Ca. 1640                 | Meubelstuk    |            |
| 496               | Anoniem (Noordelijke Nederlanden)                      | Portret van Cornelis Haga | Ca. 1645                 | Schilderij    |            |
| 536               | Anoniem (Noordelijke Nederlanden)                      | Landschap met rustende soldaten | Ca. 1645-1650            | Schilderij    |            |
| 654               | Anoniem (Noordelijke Nederlanden)                      | Vanitasstilleven | Ca. 1650                 | Schilderij    |            |
| 1196              | Anoniem (Noordelijke Nederlanden)                      | Ornamentlijst | Ca. 1650                 | Lijst         |            |
| 1176              | Anoniem (Noordelijke Nederlanden)                      | Balpoottafeltje | Ca. 1650                 | Meubelstuk    |            |
| 1177              | Anoniem (Noordelijke Nederlanden)                      | Balpoottafeltje | Ca. 1650                 | Meubelstuk    |            |
| 1186              | Anoniem (Noordelijke Nederlanden)                      | Torsstoel | Ca. 1650-1700            | Meubelstuk    |            |
| 1187              | Anoniem (Noordelijke Nederlanden)                      | Torsstoel | Ca. 1650-1700            | Meubelstuk    |            |
| 1188              | Anoniem (Noordelijke Nederlanden)                      | Torsstoel | Ca. 1650-1700            | Meubelstuk    |            |
| 1189              | Anoniem (Noordelijke Nederlanden)                      | Torsstoel | Ca. 1650-1700            | Meubelstuk    |            |
| 1190              | Anoniem (Noordelijke Nederlanden)                      | Torsstoel | Ca. 1650-1700            | Meubelstuk    |            |
| 1191              | Anoniem (Noordelijke Nederlanden)                      | Torsstoel | Ca. 1650-1700            | Meubelstuk    |            |
| 1192              | Anoniem (Noordelijke Nederlanden)                      | Torsstoel met armleuningen | Ca. 1650-1700            | Meubelstuk    |            |
| 1193              | Anoniem (Noordelijke Nederlanden)                      | Torsstoel met armleuningen | Ca. 1650-1700            | Meubelstuk    |            |
| 1200              | Anoniem (Noordelijke Nederlanden)                      | Trofeeënlijst | Ca. 1655-1660            | Lijst         |            |
| 547               | Anoniem (Noordelijke Nederlanden)                      | Vrolijk gezelschap | Ca. 1660-1670            | Schilderij    |            |
| 701               | Anoniem (Noordelijke Nederlanden)                      | Oude man met kan en pijp | Ca. 1660-1670            | Schilderij    |            |
| 1199              | Anoniem (Noordelijke Nederlanden)                      | Trofeeënlijst Zie Portret van Michiel de Ruyter                                                                                       | Ca. 1667                 | Lijst         |            |
| 1198              | Anoniem (Noordelijke Nederlanden)                      | Trofeeënlijst Zie Portret van Engel de Ruyter                                                                                         | 1669                     | Lijst         |            |
| 1197              | Anoniem (Noordelijke Nederlanden)                      | Ornamentlijst | Ca. 1670                 | Lijst         |            |
| 603               | Anoniem (Noordelijke Nederlanden)                      | Kind uit de familie Honingh op het sterfbed                                                                                           | 1675-1700                | Schilderij    |            |
| 680               | Anoniem (Noordelijke Nederlanden)                      | Spelende kinderen met een ezel | 1675-1700                | Schilderij    |            |
| 710               | Anoniem (Noordelijke Nederlanden)                      | Portret van Diederick Hoeufft Zie Portretten van Diederick Hoeufft en Maria de Wit                                                    | Ca. 1680                 | Schilderij    |            |
| 711               | Anoniem (Noordelijke Nederlanden)                      | Portret van Maria de Wit Zie Portretten van Diederick Hoeufft en Maria de Wit                                                         | Ca. 1680                 | Schilderij    |            |
| 1178              | Anoniem (Noordelijke Nederlanden)                      | Stoel in Lodewijk XIV-stijl | Ca. 1690-1700            | Meubelstuk    |            |
| 1179              | Anoniem (Noordelijke Nederlanden)                      | Stoel in Lodewijk XIV-stijl | Ca. 1690-1700            | Meubelstuk    |            |
| 1180              | Anoniem (Noordelijke Nederlanden)                      | Stoel in Lodewijk XIV-stijl | Ca. 1690-1700            | Meubelstuk    |            |
| 1181              | Anoniem (Noordelijke Nederlanden)                      | Stoel in Lodewijk XIV-stijl | Ca. 1690-1700            | Meubelstuk    |            |
| 1182              | Anoniem (Noordelijke Nederlanden)                      | Stoel in Lodewijk XIV-stijl | Ca. 1690-1700            | Meubelstuk    |            |
| 1183              | Anoniem (Noordelijke Nederlanden)                      | Stoel in Lodewijk XIV-stijl | Ca. 1690-1700            | Meubelstuk    |            |
| 954               | Anoniem (Noordelijke Nederlanden)                      | Opengewerkte schaal | Ca. 1692                 | Schaal        |            |
| 229               | Anoniem (Noordelijke Nederlanden)                      | Simeon met het kind Jezus | Ca. 1700                 | Schilderij    |            |
| 1170              | Anoniem (Noordelijke Nederlanden)                      | Halbank | Ca. 1700-1720            | Meubelstuk    |            |
| 1171              | Anoniem (Noordelijke Nederlanden)                      | Halbank | Ca. 1700-1720            | Meubelstuk    |            |
| 504               | Anoniem (Noordelijke Nederlanden)                      | Portret van Anna van Hannover, prinses van Engeland                                                                                   | Ca. 1734-1759            | Schilderij    |            |
| 561               | Anoniem (Noordelijke Nederlanden)                      | Portret van Willem V | Ca. 1768-1795            | Pastel        |            |
| 386               | Anoniem (Noordelijke Nederlanden)                      | Portret van een staande man | Ca. 1775                 | Schilderij    |            |
| 540               | Anoniem (Noordelijke Nederlanden)                      | Portret van Adriana Johanna van Heusden                                                                                               | Ca. 1780                 | Pastel        |            |
| 1169              | Anoniem (Den Haag?)                                    | Staand horloge | 1760                     | Meubelstuk    |            |
| 973               | Anoniem (Zuidelijke Nederlanden)                       | De heilige maagd Maria | Ca. 1475                 | Beeldhouwwerk |            |
| 353               | Anoniem (Zuidelijke Nederlanden)                       | Slapende Cupido | 1500-1800                | Schilderij    |            |
| 694               | Anoniem (Zuidelijke Nederlanden)                       | Vanitasstilleven | Ca. 1530                 | Schilderij    |            |
| 875               | Anoniem (Zuidelijke Nederlanden)                       | De inbeslagname van de inhoud van het atelier van een schilder                                                                        | Ca. 1590                 | Schilderij    |            |
| 235               | Anoniem (Zuidelijke Nederlanden)                       | Godenbanket | 1600-1630                | Schilderij    |            |
| 1031              | Anoniem (Zuidelijke Nederlanden)                       | De zweetdoek van de heilige Veronica                                                                                                  | 1600-1800                | Schilderij    |            |
| 695               | Anoniem (Zuidelijke Nederlanden)                       | Portret van een vrouw | Ca. 1615                 | Schilderij    |            |
| 227               | Anoniem (Zuidelijke Nederlanden)                       | Portret van een overleden man | 1617                     | Schilderij    |            |
| 431               | Anoniem (Zuidelijke Nederlanden)                       | De boetvaardige Maria Magdalena | Ca. 1640-1650            | Schilderij    |            |
| 230               | Anoniem (Zuidelijke Nederlanden)                       | Portret van Ludwig Heinrich van Nassau-Dillenburg                                                                                     | Ca. 1650                 | Schilderij    |            |
| 944               | Anoniem (Antwerpen)                                    | De ontmoeting van Abraham en Melchisedek Zie Panelen van een altaarstuk met de ontmoeting van Abraham en Melchisedek en de mannaregen | Ca. 1510-1520            | Schilderij    |            |
| 945               | Anoniem (Antwerpen)                                    | De mannaregen Zie Panelen van een altaarstuk met de ontmoeting van Abraham en Melchisedek en de mannaregen                            | Ca. 1510-1520            | Schilderij    |            |
| 784               | Anoniem (Brugge)                                       | De Toren van Babel | Ca. 1490                 | Schilderij    |            |